# Bob Filner
Robert Earl "Bob" Filner (4 de septiembre de 1942-Costa Mesa, Estados Unidos, 20 de abril de 2025) fue un político estadounidense del Partido Demócrata (Estados Unidos) de San Diego, California, ciudad de la que fue el alcalde número 35. 

## Carrera política
Tomó posesión del cargo de alcalde de San Diego (California) el 3 de diciembre de 2012 y renunció al cargo, el 30 de agosto de 2013, en el marco de un acuerdo de mediación después de varias denuncias formuladas contra él. Le sustituyó en la alcaldía su compañero de partido Todd Gloria.
Antes de ser alcalde de San Diego ejerció como representante de EE. UU. para el distrito electoral número 51 de California, y anteriormente el 50, y se mantuvo en el cargo entre 1993 y 2012. Fue presidente de la Comisión cameral de Asuntos de los Veteranos 2007-2011.